# Klassenfeind (2013)
Klassenfeind (Razredni sovražnik) ist ein slowenisches Filmdrama aus dem Jahr 2013. Es ist das Spielfilmdebüt von Regisseur Rok Biček.
Nach Selestenje (2002) ist Klassenfeind erst der zweite Film in der Geschichte des slowenischen Filmfestivals, der sowohl den Vesna-Preis für den besten Film als auch den Kritiker- und Publikumspreis gewonnen hat. Im Jahr 2013 war der Film Sloweniens Kandidat für den Oscar in der Kategorie „Bester fremdsprachiger Film“, kam aber nicht in die engere Auswahl.

## Handlung
Die Klassenlehrerin Nuša, die ihr Mitgefühl für Lukas, der gerade seine Mutter verloren hat, zum Ausdruck bringt, als sie geht, wird im Mutterschaftsurlaub durch Robert ersetzt, einen jähzornigen und wortkargen Deutschlehrer und Thomas-Mann-Liebhaber, der nach einer nicht bestandenen mündlichen Prüfung in seinem Büro Sabina, eine in sich gekehrte Schülerin, die er beim Spielen von Chopin auf dem Klavier gesehen hat, als potenzielle Verliererin abstempelt und sie damit zum Weinen bringt. Das Mädchen begeht Selbstmord, was Robert ihr mitteilt. Ihre Mitschüler in der 4C reagieren mit Rebellion im Schulradio, tragen an Karneval Masken mit Sabinas Bild und zünden im Treppenhaus Kerzen an. Die Schüler Chang, der von Špela verhört wird, weil er nicht an Sabinas Beerdigung teilgenommen hat, und Primož, ein Aufsteiger, fühlen sich ausgeschlossen. Robert weist die kokette Sportlehrerin zurück, die er am liebsten mag.
In der Folge setzen sich alle Beteiligten auf unterschiedliche Weise mit dem Tod des Mädchens auseinander. Die Eltern geben in erster Linie der Schulleiterin die Schuld. Die Schulleiterin andererseits, die um den Ruf der Schule fürchtet, bezeichnet die Schüler als Tyrannen und trauert der Vergangenheit nach, in der noch „Disziplin“ herrschte. Robert sieht die Ursache in der allzu „liberalen Lehrerschaft“. Sabinas Mutter gibt auch sich selbst und ihrem Mann die Schuld.
Am Ende verlässt Robert die Schule, und die Schüler gehen auf Schulreise nach Griechenland. Die alte Klassenlehrerin nennt ihre neugeborene Tochter Sabina, der Name ihrer ehemaligen Schülerin.

## Produktion und Veröffentlichung
Die Kosten für das Projekt werden auf 565.000 € geschätzt. Die Produktion wurde vom Slowenischen Filmzentrum mit 380 000 € unterstützt.
Die Dreharbeiten fanden im Juli und August 2012 im Gymnasium von Novo mesto und an der nördlichen Adria zwischen Piran und Venedig statt.
Der Film wurde auf einer Reihe von Filmfestivals gezeigt und von 57.096 Personen gesehen.

### Auswahl von Spielern
Die Laienschauspieler wurden von der Regisseurin und den Assistenten Yulia Roschina und Simon Intihar aus Gymnasien rekrutiert. Die Endauswahl fand in der zweiten Aprilhälfte 2012 im Viba Film Studio statt. Die Rolle der Schulpsychologin spielt Estera Dvornik, eine Psychologin und die Mutter des Regisseurs.

## Biček über den Film
Für ihn war das Hauptthema nicht der Selbstmord, sondern die Revolutionen, die immer zum Scheitern verurteilt waren und immer noch sind. Der Selbstmord eines Schülers, die Durchsage im Radio, die Kerzen im Treppenhaus und der anstrengende Professor (in seinem Fall Mathematik) stammen aus seinen eigenen unangenehmen Erfahrungen als Gymnasiast im ersten Jahr. Die Filme Die Klasse (2008) von Laurent Cantet, Caché (2005) und Ajami (2009) waren seine Inspirationsquellen. Ein Gespräch mit dem Regisseur des letztgenannten Films, Shani, über die Arbeit mit Laienschauspielern habe ihn tief beeindruckt. Nach dem Vorbild von Cantet nutzte er die Klasse, um eine breitere gesellschaftliche Situation darzustellen. Zum Klassensprecher wählte er einen Jungen, der sehr unhöflich zu seinen Mitschülern und zu ihm war. Für die Rolle des Lehrers wählte er keine Naturisten, da es schwierig war, die Mauer der Zurückhaltung zu durchbrechen.
Er drehte in Innenräumen, um die Wirkung auf den Zuschauer zu erzielen und die Kosten niedrig zu halten. Den deutschen Kameramann lernte er in Frankreich als Doktorand kennen. Er wählte die deutsche Sprache, um sich gegen das Etikett „Nazi“ zu wehren, das seiner Meinung nach weit verbreitet ist. Er wählte die Klaviermusik von Chopin, um das sensible, verträumte Mädchen Sabina zu charakterisieren. In der Reise nach Griechenland sieht er eine Läuterung und einen Weg in die Zukunft. Das Problem mit den Studentenfiguren sei, dass sie sich nicht kennen, und dass es in der Vergangenheit mehr Lehrer wie Robert gegeben habe. Er verglich ihn mit dem slowenischen Psychotherapeuten Janez Rugelj, den er für weise und missverstanden hält. Über die Charaktere der Studenten sagte er, sie seien aggressiv, unfähig, für sich selbst einzustehen, und würden von ihren eigenen Eltern erdrückt.

## Kritiken
Marcel Štefančič Jr. schrieb, dass der rechtschaffene Professor Robert das Opfer dummer Schüler ist, die mit dem Etikett „Nazi“ winken, obwohl sie es nicht verstehen. Er beschrieb ihren Klassenlehrer als einen freizügigen Quasi-Demokraten. Schließlich schrieb er, dass Sabina die einzige sei, die beschlossen habe, dass niemand wisse, warum sie sich umgebracht habe, und fragte, warum andere keinen Selbstmord begangen hätten.
Zdenko Vrdlovec schrieb, dass die lautstärksten Mitglieder der Klasse Sabinas Notlage ausnutzten und sich nicht wirklich um sie kümmerten. Er ist auch der Meinung, dass der Film uns sagt, dass man nicht weiß, was der Grund für den Selbstmord war. Seiner Meinung nach ist Biökovs Film nicht schlechter als Laurent Cantets mit der Goldenen Palme ausgezeichneter französischer Film Die Klasse. Er lobt die Darsteller.
Andrej Gustinčič lobte das vorbildliche Drehbuch, die wirkungsvolle Filmsprache, die Regie der Laiendarsteller und die Charaktere der Eltern, Spiegelbilder ihrer Kinder. Er schrieb auch, dass er sich durch sein Aufwachsen in New York der Erziehung von Robert nahe fühlte und ihn als Opfer verstand.
Nika Mahnič schrieb für Radio Študent, dass die Figur des Zupan, gespielt von dem hervorragenden Samobor, ein Rebell gegen das System ist, der in den Schülern nur Geld sieht und ihnen das Denken beibringen will. Als ehemalige Studentin erkannte sie die Dysfunktionalität des derzeitigen Bildungssystems in den Gesichtern der im System gefangenen Personen. Sie erklärte deren Widerstand für narzisstisch.

## Selbstmord von Studenten im Allgemeinen
Tina Košir nutzte den Film als Ausgangspunkt für ein Gespräch mit Experten und Schülervertretern über Suizid unter Schülern. Ihre Einladung wurde von allen vier eingeladenen Beratungsstellen für Sekundarschulen abgelehnt. Von ihren Gesprächspartnern erfuhr sie, dass von jungen Menschen Emotionslosigkeit, übertriebene Effizienz und Gehorsam erwartet werden, dass sich ihre Interessen nur lohnen, wenn sie für Stipendien und den Hochschulzugang gewertet werden, dass Druck auch durch die unberechtigte Bewertung der Gymnasien nach Reifeprüfungsergebnissen entsteht, dass diejenigen, die kein Talent für Naturwissenschaften haben, diskriminiert werden, dass Lehrer und Eltern kein Verhältnis finden, dass Selbstmord ein Tabu ist und dass psychologische Beratung eine Premiumleistung ist. Schließlich erwähnte Frau Košir den Film Alphabet, der chinesische Kinder als Papierdrachen zeigt, die von ihren Eltern und Lehrern geführt werden. Sie schrieb, dass diejenigen in den westlichen, quasi freien Gesellschaften, die von dieser Macht der Eltern und Lehrer über die Kinder angewidert sind, sich selbst keinen Spiegel vorgehalten haben. Sie glaubt, dass wir selbst begonnen haben, unsere Kinder zu Papierdrachen zu machen, und dass wir, wenn eines von ihnen ausbrennt oder anderweitig vom Himmel fällt, nicht nach den Ursachen suchen, sondern unsere Aufmerksamkeit auf diejenigen richten, die noch immer stumm am Himmel schweben.

## Preise
Klassenfeind gewann insgesamt 24 Filmpreise und wurde für 7 weitere nominiert.
- zwei Goldene Rollen für überdurchschnittlich hohe Zuschauerzahlen (verliehen von Kolosej und dem slowenischen Filmemacherverband)
- Štiglič's Blick für die Regie (verliehen vom slowenischen Regisseursverband)
- der Gong der Kreativität: Rok Biček (verliehen von den Redakteuren der Vikend-Beilage von Delo)

### Festivals
16. Slowenisches Filmfestival 2013
- Vesna für den besten Spielfilm
- Vesna für den besten Darsteller in einem Spielfilm: Igor Samobor
- Vesna für die beste Nebendarstellerin: Nataša Barbara Gračner
- Vesna für die beste Kameraführung
- Vesna für das beste Kostümbild
- FIPRESCI-Preis der Filmkritik für den besten Film
- Teleking-Publikumspreis
- Stopov-Schauspieler des Jahres: Igor Samobor

28. Filmfestival von Venedig 2013 – Internationale Kritikerwoche
- Preis des Verbands der europäischen und mediterranen Filmkritik: FEDEORA

Panorama des europäischen Films 2013 in Athen
- FIPRESCI-Preis

Internationales Filmfestival Bratislava 2013
- Preis für den besten Darsteller (Igor Samobor)
- FIPRESCI-Preis
- Grand Prix

Internationales Festival des Jungen Films Castellinaria 2013
- Preis „drei Schlösser“

Internationales Filmfestival Mannheim-Heidelberg 2013
- Empfehlung der Kinobesitzer

Internationales Filmfestival Bradford 2014
- Preis für den besten Spielfilm

Europäisches Erstlingsfilmfestival Angers 2014
- Publikumspreis

### Nominierungen
- Finalist des Lux-Preises (verliehen vom Europäischen Parlament)[8]
- Nominiert für den Löwen der Zukunft (Filmfestival von Venedig)[9]
- Class Enemy. Video-DVD. Vojnik: Fivia, 2014